# Madrasiindus sikkimensis
Madrasiindus sikkimensis is een keversoort uit de familie Mycteridae. De wetenschappelijke naam van de soort is voor het eerst geldig gepubliceerd in 1911 door Pic.